# Röderhof (Schöllkrippen)
Röderhof ist ein Gemeindeteil des Marktes Schöllkrippen im unterfränkischen Landkreis Aschaffenburg in Bayern.

## Geographie
Der Weiler Röderhof liegt im Kahlgrund am Reuschberg auf 325 m ü. NN zwischen Schabernack und dem Hof Reuschberg auf der Gemarkung von Schöllkrippen. Er befindet sich direkt an der Grenze zum gemeindefreien Gebiet Schöllkrippener Forst, in der Nähe eines ehemaligen, als Naturdenkmal ausgewiesenen Sandsteinbruches (Geotop). Am Röderhof entspringt der Höllenbach. 